# Werner von Seydlitz
Werner von Seydlitz, född 2 september 1927 i Königsberg i dåvarande Ostpreussen (nu Kaliningrad), död 10 maj 2016, var en svensk entreprenör, ingenjör och grundare av MP-bolagen. 
von Seydlitz lämnade Kaliningrad som flykting år 1949 och kom till Sverige där han började arbeta på Träforskningsinstitutet i Stockholm. Där träffade han bröderna Berth och Einar Järnland på Myresjöhus. År 1953 kom han till Vetlanda och grundade Firma Metall och Plast som senare bytte namn till MP-bolagen. Idag är företaget värt över 2,5 miljarder kronor.
Han stiftade även Wernerstipendiet år 1988. Stiftelsen har som uppgift att förvalta den fond som von Seydlitz huvudsakligen byggt upp.